# Стоманобетон
Стоманобетонът намира голямо приложение в строителството. Той е изкуствено получен материал, съчетаващ свойствата на бетона и стоманата – бетонът поема натисковите усилия, а стоманата – тези на опън. Съвместното им използване е възможно, благодарение на близките коефициенти на топлинно разширение (α = 0,000010 за бетона и α = 0,000012 за стоманата) и осигурената от бетона защита на стомана от корозия.
В по-старата или повлияна от руски източници литература стоманобетонът се нарича и железобетон.

## Класове бетон
Класовете представляват характеристиките на бетона в съкратена форма. Предписват се в проекта и се следят по време на строителството.
— Клас по якост на натиск – Представлява кубовата якост на бетона и се отбелязва с латинската буква В. Измерва се в МРа. Класовете по якост на натиск за обикновен бетон са: В7,5; В10; В12,5; В15; В20; В25; В30; В35; В40; В45; В50; В55; В60. Най-често прилаганите класове по якост на натиск на бетона са: В12,5; В15; В20;
Този клас се предписва задължително във всеки конструктивен проект и на обекта се следи за изпълнението му от страна на строителя.
— Класове по якост на осов опън – Отбелязва се с Вt и се измерва в МРа. Класовете по якост на опън за обикновен бетон са: Вt0,8; Вt1,2; Вt1,6; Вt1,8; Вt2,0; Вt2,4; Вt2,8; Вt3,2.
Предписва се само тогава, когато якостта на опън има решаващо значение за съответната конструкция.
— Класове по мразоустойчивост – Представлява броят на циклите на замразяване и размразяване във водонапито състояние. Отбелязва се с F. Класовете по мразоустойчивост за обикновен бетон са: F50; F75; F100; F150; F200.
— Класове по водонепропускливост – Предписва се за конструкции, подложени на хидростатично налягане. Отбелязва се с W и се измерва в Ра. Класове по водонепропускливост са: W 0,2; W0,4; W0,6; W0,8; W1,0.

## Класове стомана
В зависимост от свойствата си, армировката е групирана:
I. ГОРЕЩОВАЛЦОВАНА СТОМАНА
Клас А-I. Гладка армировка с кръгло сечение и диаметър от 6 до 40 mm. До Φ12 са навити на кангали, а останалите – на пръти по 12 m. Изчислително съпротивление за първа група гранични състояния: Rs = 225 MPa/22.5 kN/cm²
Клас А-II С кръгло напречно сечение и витлови нарези. Диаметърът е от 10 до 40 mm и се доставя на пръти от 12 m. Rs = 280 MPa
Клас А-III С кръгло напречно сечение и оребряване на рибена кост. Диаметърът е от 10 до 40 mm и се доставя на пръти от 12 m. Rs = 375 MPa
Клас А-IV Студено прищипана стомана Клас А-III(ниско легирана) с цел увеличаване на якостта. Диаметърът е от 10 до 32 mm. Rs = 510 MPa
II. СТУДЕНООБРАБОТЕНИ:
Клас B-I. Студено изтеглен гладък тел с диаметър 3 – 6 мм.Rs = 315 MPa
Клас Вр-I. Студено изтеглен тел с периодичен профил и диаметър 3 – 5 мм.Rs = 365 MPa
Клас Bb-I. Студеновалцувана стомана диаметър 6 – 12 мм.Rs = 285 MPa и Rs = 315 MPa – при заварени мрежи.
Клас Bd-I. Студеноприщипана стомана диаметър 6 – 14 мм.Rs = 225 MPa.
III. ВИСОКОЯКОСТНИ:
Клас B-II.Гладък тел с диаметър 3 – 8 мм.Rs = 1240 MPa −3 мм до Rs = 915 MPa -8 мм.
Клас Вр-II.Тел с периодичен профил и диаметър 3 – 8 мм.Rs = 1215 MPa −3 мм до Rs = 815 MPa −8 мм.
Клас B-7.Въжета от 7бр. тела и диаметър 6;9;12 и 15 мм. Rs = 1210 MPa -6 мм до Rs = 1080 MPa −15 мм.

## Сцепление на армировката с бетона
Сцеплението се обуславя от четири фактора:
— Слепване (адхезия) между армировката и бетона.
— Триене, предизвикано от стремежа армировката да се преплъзне.
— Зацепване на бетона в ребрата на армировката.
— Класа на стоманата и възрастта на бетона.